# Oberburg, Bern
Oberburg BE là một đô thị thuộc huyện Emmental, bang Bern, Thụy Sĩ. Đô thị này có diện tích 14,14 km2, dân số thời điểm tháng 12 năm 2020 là 2937 người.